# Conus ochroleucus tmetus
Conus ochroleucus tmetus is een ondersoort van de zeeslakkensoort Conus ochroleucus, uit het geslacht Conus. De slak behoort tot de familie Conidae. Conus ochroleucus tmetus werd in 1937 beschreven door Tomlin. Net zoals alle soorten binnen het geslacht Conus zijn deze slakken roofzuchtig en giftig. Zij bezitten een harpoenachtige structuur waarmee ze hun prooi kunnen steken en verlammen.